# Radunia (rzeka)
Radunia (kaszub. Reduniô, niem. Radaune) – rzeka, lewy dopływ Motławy. Całkowita długość rzeki wynosi 103,2 km, powierzchnia zlewni 837 km², zaś całkowity spadek 162 m.
Wypływa z obniżenia terenu (o dł. ok. 4 km) nieopodal Jeziora Stężyckiego na wysokości 165 m n.p.m. i przepływa przez kompleks jezior zwanych „Kółkiem Raduńskim” Pojezierza Kaszubskiego, następnie płynie poligeniczną doliną, cechującą się znaczną asymetrią zboczy oraz deniwelacjami i składającą się z czterech odcinków basenowych, trzech przełomowych oraz odcinka w strefie krawędziowej Pojezierza Kaszubskiego. Radunia ma tu cechy rzeki o charakterze podgórskim, m.in. spadek sięgający 6,80‰ w Przełomie Babidolskim. Do Motławy uchodzi na Żuławach Gdańskich w okolicy miejscowości Krępiec (pod Gdańskiem) przy polderze o poziomie -1,3 m n.p.m., mając koryto odpowiednio podniesione ponad depresję do poziomu ok. 0,5 m n.p.m.
W latach 1910–1937 zbudowano na Raduni osiem elektrowni wodnych o łącznej mocy 14 MW. Elektrownie te, czynne do dziś, są cennymi zabytkami przedwojennej architektury przemysłowej, udostępnianymi do zwiedzania. Wnętrza siłowni w dużej mierze zachowały oryginalne wyposażenie.
W latach 70. XX wieku cukrownia Pruszcz zbudowała na rzece zastawkę (jaz), zachowaną do dziś.
Zarówno jeziora Kółka Raduńskiego (przez które przepływa), jak i sama rzeka, nadają się do uprawiania turystyki kajakowej. W 2009 r. powstał Kajakowy Szlak Elektrowni Wodnych Raduni – na odcinku między Straszynem a Pruszczem Gdańskim powstały przenoski, znaki i tablice.
Pomiędzy miejscowością Kiełpino a elektrownią Rutki rzeka płynie w malowniczym Przełomie Babidolskim, gdzie utworzono rezerwat Jar Rzeki Raduni. Od Pruszcza Gdańskiego część rzeki Raduni (o dł. ok. 10 km) płynie przez Żuławy Gdańskie naturalnym korytem, druga część wód odprowadzana jest Kanałem Raduni, zbudowanym w latach 1348–1354 przez Krzyżaków.

## Historia
W latach 1807–1814 Radunia stanowiła na trzech różnych odcinkach granicę Wolnego Miasta Gdańska:
- w okolicy miejscowości Niestępowo – na długości ok. 2 km.
- między miejscowościami Widlino i Straszyn – na długości ok. 17 km.
- na wysokości miejscowości Juszkowo – na długości ok. 1 km.

W latach 1920–1939 w środkowym biegu rzeki poniżej miejscowości Niestępowo w poprzek rzeki przechodziła granica między Wolnym Miastem Gdańsk a II Rzecząpospolitą.

## Jeziora, przez które przepływa Radunia
- Jezioro Stężyckie
- Jezioro Raduńskie Górne
- Jezioro Raduńskie Dolne
- Kłodno
- Wielkie Brodno
- Małe Brodno
- Jezioro Ostrzyckie
- Trzebno
- Łapino Górne
- Jezioro Bielkowskie
- Jezioro Straszyńskie

## Miejscowości, przez które przepływa Radunia
- Stężyca
- Borucino
- Chmielonko
- Zawory
- Ręboszewo
- Brodnica Dolna
- Ostrzyce
- Goręczyno
- Somonino
- Kiełpino
- Glincz
- Babi Dół
- Rutki
- Żukowo
- Lniska
- Niestępowo
- Łapino
- Kolbudy
- Pręgowo
- Bielkowo
- Goszyn
- Straszyn
- Juszkowo
- Pruszcz Gdański

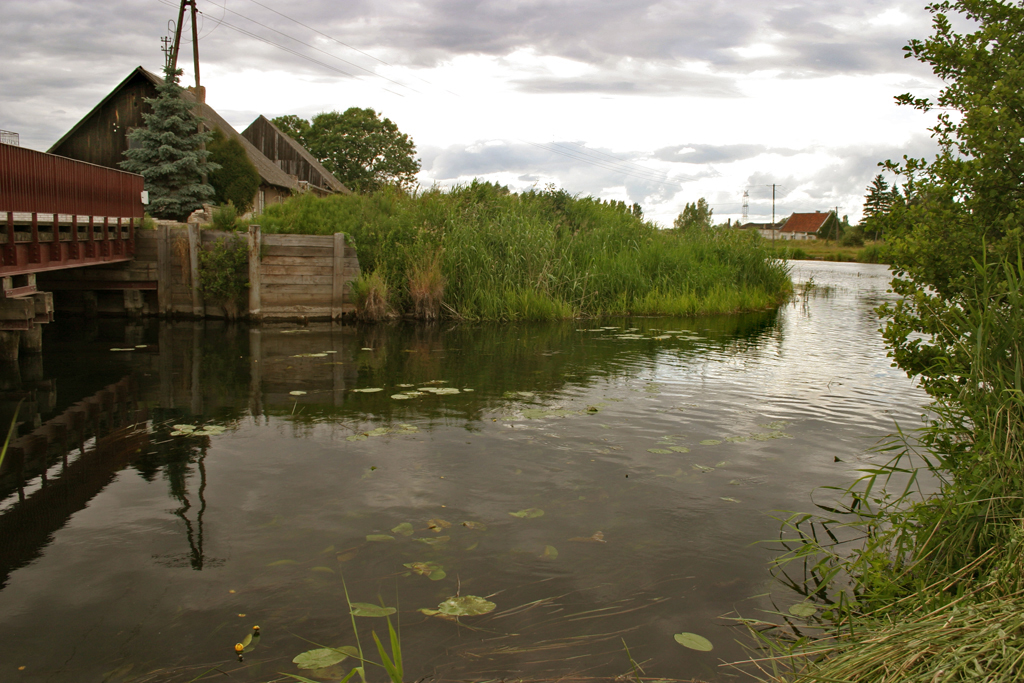
Ujście Raduni do Motławy w Krępcu

- Gdańsk (Orunia-Św. Wojciech-Lipce) – tylko lewy brzeg.
- Krępiec – ujście do Motławy
- Borcz

## Elektrownie wodne na Raduni
- Rutki 448 kW (z 1910 r., spad wody 12,20 m)
- Łapino 2294 kW (z 1927 r., z jazem burzowym, spad wody 13,80 m)
- Bielkowo 7200 kW (z 1924-5 r., spad wody 44,80 m; średni przepływ 5,28 m³/s; 3 turbozespoły)
- Straszyn 2411 kW (podawana też moc 2450 kW; najstarsza, z października 1910 r., spad wody 13,80 m)
- Prędzieszyn 872 kW (z 1937 r., spad wody 4,50 m)
- Kuźnice 781-785 kW (z 1934 r., spad wody 4,21 m)
- Juszkowo 232-250 kW (z 1937 r., spad wody 4,25 m)
- Pruszcz I 100 kW (z 1921 r., spad wody 6,90 m; 1 turbina Francisa)
- Pruszcz II 250 kW (z 2005 r., spad wody 5,56 m)